# Hội đồng Nhà nước Hàn Quốc
Hội đồng Nhà nước Hàn Quốc (tiếng Hàn: 국무회의; Hanja: 國務會議; Romaja: Gungmuhoeui, Quốc vụ Hội nghị) tên chính thức là Hội đồng Nhà nước Đại Hàn Dân quốc, còn được gọi là nội các (tiếng Anh: cabinet), là cơ quan hành pháp chính và là nội các của Hàn Quốc liên quan đến việc thảo luận về "các chính sách quan trọng thuộc thẩm quyền" theo Hiến pháp quy định. Phần có ảnh hưởng nhất của cơ quan hành pháp của chính phủ Hàn Quốc là các Bộ.

## Thành phần
Tính đến 2013, bộ máy hành pháp của hàn Quốc bao gồm 18 bộ, 2 cơ quan và 5 hội đồng. Hội đồng Nhà nước bao gồm 18 Bộ trưởng, Thủ tướng và Tổng thống. Bất kỳ bộ trưởng nào cũng phải được bổ nhiệm vào Hội đồng Nhà nước trước khi có thể được Quốc hội thông qua. Thành viên Hội đồng không được nhiều hơn ba mươi và không dưới mười lăm thành viên không bao gồm Tổng thống và Thủ tướng Chính phủ. Tổng thống là Chủ tịch Hội đồng Nhà nước, và Thủ tướng Chính phủ là Phó Chủ tịch.
Mặc dù không phải là thành viên chính thức của Hội đồng Nhà nước, Chánh văn phòng Tổng thống (대통령비서실장), Bộ trưởng Văn phòng Điều phối Chính sách Chính phủ (국무조정실장), Bộ trưởng Bộ Tư pháp Chính phủ (법제처장), Bộ trưởng Bộ Quốc phòng và Cựu chiến binh (국가보훈처장), 
Bộ trưởng Bộ An toàn Thực phẩm và Dược phẩm (식품의약품안전처장), Chủ tịch Ủy ban Thương mại Quốc tế (공정거래위원회위원장), Chủ tịch Ủy ban Dịch vụ Tài chính (금융위원회위원장), Thị trưởng Thành phố Seoul (서울특별시장), à các quan chức khác được chỉ định bởi luật pháp hoặc được Chủ tịch Hội đồng Nhà nước cho là cần thiết cũng có thể tham dự các cuộc họp của Hội đồng Nhà nước và nói chuyện trước Hội đồng Nhà nước mà không có quyền bỏ phiếu về các vấn đề được thảo luận trong cuộc họp. Thị trưởng Seoul, mặc dù người đứng đầu một khu tự trị địa phương ở Hàn Quốc và không trực tiếp liên quan đến bộ máy hành pháp trung ương xem xét tình trạng đặc biệt của Seoul như một thành phố đặc biệt và thị trưởng của nó như là thị trưởng nội các duy nhất ở Hàn Quốc.
| Bộ                                                                        | Bộ trưởng đương nhiệm |
| ------------------------------------------------------------------------- | --------------------- |
| Tổng thống 대통령, 大統領                                                 | Yoon Seok Yeol        |
| Thủ tướng 국무총리, 國務總理                                              | Han Deok Soo          |
| Bộ Kế hoạch và Đầu tư (Phó Thủ tướng Chính phủ) 기획재정부, 企劃財政部    | Choo Kyung Ho         |
| Bộ Giáo dục (Phó Thủ tướng Chính phủ) 교육부, 敎育部                      | Lee Joo Ho            |
| Bộ Khoa học và Công nghệ thông tin 과학기술정보통신부, 科學藝術信息溝通部 | Lee Jong Ho           |
| Bộ ngoại giao 외교부, 外交部                                              | Park Jin              |
| Bộ Thống nhất 통일부, 統一部                                              | Kwon Yong Se          |
| Bộ Tư pháp 법무부, 法務部                                                 | Han Dong Hoon         |
| Bộ Quốc phòng 국방부, 國防部                                              | Lee Jong Seop         |
| Bộ Hành chính và An ninh 행정안전부, 行政安全部                           | Lee Sang Min          |
| Bộ Văn hóa Thể thao và Du lịch 문화체육관광부, 文化體育觀光部             | Park Bo Kyun          |
| Bộ Nông nghiệp, Thực phẩm và Nông thôn 농림축산식품부, 農林畜産食品部     | Jeong Hwang Geun      |
| Bộ Thương mại, Công nghiệp và Năng lượng 산업통상자원부, 産業通商資源部   | Lee Chang Yang        |
| Bộ Y tế và Phúc lợi 보건복지부, 保健福祉部                                | Cho Kyu Hong          |
| Bộ Môi trường 환경부, 環境部                                              | Han Hwa Jin           |
| Bộ Việc làm và Lao động 고용노동부, 雇用勞動部                            | Lee Jeong Sik         |
| Bộ Bình đẳng giới và Gia đình 여성가족부, 女性家族部                      | Kim Hyun Sook         |
| Bộ Đất đai, Hạ tầng và Giao thông 국토교통부, 國土交通部                  | Won Hee Ryong         |
| Bộ Đại dương và Thủy sản 해양수산부, 海洋水産部                           | Cho Seung Hwan        |
| Bộ Doanh nghiệp nhỏ và Khởi nghiệp 중소벤처기업부, 中小冒險企業部         | Lee Yong              |

|                                                 | Văn phòng chính phủ |
| ----------------------------------------------- | ------------------- |
| Thư ký trưởng văn phòng Tổng thống              | Kim Dae Ki          |
| Giám đốc an ninh quốc gia                       | Kim Seong Hwan      |
| Chánh văn phòng chính phủ                       | Bang Moon Gyu       |
| Cục trưởng cục Cựu chiến binh quốc Gia Hàn Quốc | Park Min Sik        |
| Cục trưởng cục Đổi mới nhân sự Hàn Quốc         | Kim Seung Ho        |
| Cục trưởng cục Pháp chế                         | Lee Wan Gyu         |
| Cục trưởng cục An toàn thực phẩm                | Oh Yoo Kyung        |
| Uỷ viên trưởng Uỷ ban Thương mại công bằng      | Han Ki Jeong        |
| Uỷ viên trưởng Uỷ ban Tài chính                 | Kim Joo Hyun        |
| Giám đốc cục Đổi mới khoa học kỹ thuật          | Cho Yong Chang      |
| Giám đốc cục Đàm phán thương mại                | Ahn Deok Geun       |
| Thị trưởng thủ đô Seoul                         | Oh Se Hoon          |

## Luật định
Hội đồng Nhà nước là cơ quan cao nhất trong việc thảo luận và giải quyết chính sách hành pháp của Hàn Quốc. Điều 89 của Hiến pháp Hàn Quốc chỉ rõ "chính sách quan trọng thuộc thẩm quyền" của Hội đồng Nhà nước phải thực hiện:
1. Kế hoạch cơ bản cho vấn đề nhà nước và các chính sách chung của điều hành;

 
2. Tuyên bố chiến tranh, kết luận hòa bình và các vấn đề quan trọng khác liên quan đến chính sách đối ngoại;

 
3. Dự thảo sửa đổi Hiến  pháp, đề xuất các cuộc trưng cầu dân ý, đề xuất các hiệp ước, dự luật  lập pháp và các nghị định của tổng thống;

 
4. Ngân sách, quyết  toán, kế hoạch cơ bản về xử lý tài sản nhà nước, hợp đồng gánh nặng tài  chính đối với Nhà nước, các vấn đề tài chính quan trọng khác;

 
5. Lệnh khẩn cấp và các hành động hoặc lệnh của Tổng thống và các tuyên bố và chấm dứt thiết quân luật; Các vấn đề quân sự quan trọng;

 
6. Yêu cầu triệu tập phiên họp bất thường của Quốc hội;

 
7. Giải thưởng danh dự;

 
8. Cấp ân xá, hoán cải và phục hồi quyền;

 
9 Phân định ranh giới giữa các Bộ hành pháp;

 
10. Các kế hoạch cơ bản liên quan đến phân cấp hoặc phân bổ quyền hạn trong Ban điều hành;

 
11. Đánh giá và phân tích công tác quản lý nhà nước;

 
12. Xây dựng và điều phối các chính sách quan trọng của mỗi Bộ quản lý;

13. Hành động giải thể một đảng chính trị;14. Kiểm tra các kiến nghị liên quan đến các chính sách điều hành trình hoặc trình lên Ban chấp hành;

 
15. Bổ nhiệm Tổng Chưởng lý,  Chủ tịch Hội đồng Tham mưu, Chánh Văn phòng của từng cơ quan có vũ  trang, Chủ tịch các trường đại học, các đại sứ, các quan chức và nhà  quản lý khác của các doanh nghiệp nhà nước quan trọng theo luật; và; và

16. Các vấn đề khác do Tổng thống, Thủ tướng Chính phủ hoặc thành viên của Hội đồng Nhà nước trình bày

Cần lưu ý rằng Hội đồng Nhà nước Hàn Quốc thực hiện vai trò khác với các quốc gia khác có cùng hình thức. Vì hệ thống chính trị của Hàn Quốc cơ bản là một hệ thống tổng thống nhưng với một số khía cạnh của hệ thống Hội đồng Nhà nước,  Hội đồng Nhà nước của Hàn Quốc cũng là sự kết hợp của cả hai hệ thống. Cụ thể hơn, Hội đồng Nhà nước Hàn Quốc thực hiện các nghị quyết chính sách cũng như tham vấn chính sách cho Tổng thống. Phản ánh rằng Hàn Quốc cơ bản là một nước cộng hòa của tổng thống, các nghị quyết của Hội đồng Nhà nước không thể ràng buộc quyết định của tổng thống, và về vấn đề này, Hội đồng Nhà nước Hàn Quốc cũng giống như các cố vấn ở các nước cộng hòa tổng thống. Đồng thời, Hiến pháp của Hàn Quốc quy định chi tiết 17 thể loại, bao gồm cả các vấn đề về ngân sách và quân sự, đòi hỏi phải có sự chấp thuận của Hội đồng Nhà nước ngoài sự chấp thuận của Tổng thống và theo đó, Hội đồng Nhà nước Hàn Quốc cũng tương tự cho các Hội đồng Nhà nước trong các hệ thống Nghị viện Quốc hội.

## Hội nghị
Mặc dù Tổng thống là Chủ tịch Hội đồng, Thủ tướng Chính phủ thường xuyên tổ chức các cuộc họp mà không có sự có mặt của Tổng thống vì cuộc họp có thể được tổ chức hợp pháp miễn là phần lớn các thành viên Hội đồng Nhà nước có mặt tại cuộc họp. Cũng như nhiều cơ quan chính phủ gần đây đã được chuyển ra khỏi Seoul đến các vùng khác của đất nước, cần tổ chức các cuộc họp Hội đồng Nhà nước mà không cần triệu tập tại một nơi cùng một lúc đã được tăng lên, và do đó luật pháp đã được sửa đổi thành cho phép các cuộc họp Hội đồng Nhà nước trong một hình thức hội nghị truyền hình trực tiếp.